# جخلینو
جخلینو (به لهستانی:  Dziechlino) یک روستا در لهستان است که در گمینا نووا ویش لنبورسکا واقع شده‌است. جخلینو ۱۱۱ نفر جمعیت دارد.